# Joshua Waitzkin
Joshua Waitzkin (sinh ngày 4 tháng 12 năm 1976) là một kỳ thủ cờ vua, võ sĩ và tác giả người Mỹ. Thuở nhỏ, Josh được biết đến như một thần đồng, vô địch giải cờ vua thiếu niên Hoa Kỳ vào năm 1993, 1994. Bộ phim Searching for Bobby Fischer (Tìm kiếm Bobby Fischer) sản xuất dựa vào những năm đầu đời của Josh.

## Những năm đầu đời và giáo dục
Josh lần đầu chú ý tới cờ vua khi đi qua Công viên Washington cùng với mẹ vào năm 6 tuổi. Vào năm 7 tuổi, anh bắt đầu học môn chơi này với người thầy chính thức đầu tiên của mình là Bruce Pandolfini. Trong những năm là học sinh tại Dalton, anh đã dẫn dắt đội cờ của trường chiến thắng bảy giải toàn quốc từ lớp 3 tới lớp 9, cạnh đó là tám danh hiệu cá nhân. Năm 1999, Josh ghi danh tại trường đại học Columbia, tại đây anh học triết học.
Kiện tướng đầu tiên bị Josh đánh bại là Edward Frumkin, trong ván đấu đó Waitzkin thí hậu và xe để chiếu hết sau 6 nước đi tiếp theo. Thời điểm đó anh 10 tuổi. Vào năm 11 tuổi, Josh với thần đồng cùng lứa là Karanja là hai cậu bé duy nhất hòa cờ với đương kim vô địch thế giới Garry Kasparov, trong trận đấu biểu diễn mà Kasparov thi đấu đồng loạt với 59 đối thủ trẻ tuổi. Năm năm sau đó, Josh đạt được danh hiệu Kiện tướng quốc gia, vào năm 16 tuổi, anh trở thành Kiện tướng quốc tế.
Waitzkin dừng chơi cờ vua từ năm 1999, lần cuối anh tham gia giải đấu FIDE là trước năm 2000.

## Tác giả
Waitzkin là tác giả của các cuốn sách:
- Attacking Chess: Aggressive Strategies, Inside Moves from the U.S. Junior Chess Champion (1995)
- The Art of Learning: An Inner Journey to Optimal Performance (2008): cuốn hồi ký thảo luận về quá trình học và hiệu suất tâm lý từ kinh nghiệm của Waitzkin trong cả cờ vua và võ thuật.

## Võ thuật
Vào những năm đầu thanh niên, Waitzkin tập trung vào Aikido. Anh nắm giữ vài danh hiệu vô địch quốc gia và vô địch quốc tế năm 2004 tại cuộc thi đấu bộ môn Tai Chi Push Hands.
Waitzkin cũng là đai đen trong bộ môn Jiu Jitsu, đồng sáng lập trang MGInAction.com và Học viện Marcelo Garcia, trường dạy jiu-jitsu tại thành phố New York

## Đời tư
Vào 23 tháng 4 năm 2010, Waitzkin cưới Desiree Cifre, một nhà biên kịch phim và cựu thí sinh tại Cuộc đua kỳ thú